# Coupe de Biélorussie de football 2018-2019
Navigation
Coupe de Biélorussie 2017-2018 Coupe de Biélorussie 2019-2020
La Coupe de Biélorussie 2018-2019 est la 28e édition de la Coupe de Biélorussie depuis la dissolution de l'URSS. Elle prend place entre le 12 mai 2018 et le 26 mai 2019, date de la finale qui se déroule au Vitebski CSK de Vitebsk.
Un total de 50 équipes prennent part à la compétition, cela inclut l'intégralité des clubs de la saison 2018 de la première et de la deuxième division biélorusse, ainsi que quinze des seize équipes du troisième échelon auxquelles s'ajoutent cinq équipes amateurs ayant remporté leurs coupes régionales respectives, les qualifiant ainsi pour la coupe nationale.
La compétition suivant un calendrier sur deux années, contrairement à celui des championnats biélorusses qui s'inscrit sur une seule année, celle-ci se trouve de fait à cheval entre deux saisons de championnat ; ainsi pour certaines équipes promues ou reléguées durant la saison 2018, la division indiquée peut varier d'un tour à l'autre.
Le vainqueur de la coupe se qualifie pour le premier tour de qualification de la Ligue Europa 2019-2020 ainsi que pour l'édition 2020 de la Supercoupe de Biélorussie.
La compétition est remportée par le Chakhtior Salihorsk, qui gagne sa troisième coupe nationale face au FK Vitebsk.

## Premier tour
| Date        | Locaux                      | Score | Visiteurs             |
| ----------- | --------------------------- | ----- | --------------------- |
| 12 mai 2018 | SDYCAR-MTZ-Siabar Minsk (A) | 3 - 2 | (D3) FK Ivatsevitchy  |
| 13 mai 2018 | Prypiats Alchany (A)        | 3 - 2 | (D3) Paperpram Homiel |

## Deuxième tour
| Date         | Locaux                          | Score                | Visiteurs                 |
| ------------ | ------------------------------- | -------------------- | ------------------------- |
| 11 juin 2018 | Mantajnik Mazyr (A)             | 0 - 0 ap (1 - 4 tab) | (D2) Naftan Novopolotsk   |
| 13 juin 2018 | SDYCAR-MTZ-Siabar Minsk (A)     | 0 - 3                | (D3) FK Ouzda             |
| 13 juin 2018 | Energetik-BDATU Minsk (D3)      | 0 - 0 ap (6 - 5 tab) | (D2) Khimik Svietlahorsk  |
| 13 juin 2018 | Viktoria Marina Horka (D3)      | 0 - 6                | (D2) FK Lida              |
| 13 juin 2018 | Achmiany-BDUFK (D3)             | 0 - 0 ap (1 - 3 tab) | (D2) Energetik-BDU Minsk  |
| 13 juin 2018 | Prypiats Alchany (A)            | 0 - 8                | (D2) Belchina Babrouïsk   |
| 13 juin 2018 | Spoutnik Retchytsa (D3)         | 0 - 0 ap (3 - 4 tab) | (D2) FK Smarhon           |
| 13 juin 2018 | Polatskgaz Polotsk (A)          | 2 - 3                | (D2) FK Orcha             |
| 13 juin 2018 | FK Assipovitchy (D3)            | 2 - 3                | (D2) Slavia Mazyr         |
| 13 juin 2018 | SMI Autotrans Smaliavitchy (D3) | 0 - 0 ap (4 - 3 tab) | (D2) FK Baranavitchy      |
| 13 juin 2018 | Krumkachy Minsk (D3)            | 0 - 1                | (D2) UAS Jytkavitchy      |
| 13 juin 2018 | Tsementnik Krasnaselski (A)     | 0 - 4                | (D2) Volna Pinsk          |
| 13 juin 2018 | FK Kletsk (D3)                  | 1 - 0                | (D2) Granit Mikachevitchy |
| 13 juin 2018 | FK Horki (D3)                   | 0 - 2                | (D2) Slonim-2017          |
| 13 juin 2018 | FK Maladetchna (D3)             | 1 - 3                | (D2) FK Tchysts           |
| 13 juin 2018 | Nioman-Agra Stowbtsy (D3)       | 1 - 3                | (D2) Lokomotiv Homiel     |

## Seizièmes de finale
Les équipes de la première division 2018 font leur entrée à ce tour.
| Date            | Locaux                          | Score                | Visiteurs                |
| --------------- | ------------------------------- | -------------------- | ------------------------ |
| 11 juillet 2018 | Energetik-BDU Minsk (D2)        | 1 - 2 ap             | (D1) BATE Borisov        |
| 24 juillet 2018 | FK Orcha (D2)                   | 0 - 4                | (D1) FK Vitebsk          |
| 27 juillet 2018 | FK Lida (D2)                    | 0 - 3                | (D1) FK Minsk            |
| 27 juillet 2018 | Volna Pinsk (D2)                | 0 - 2 ap             | (D1) Torpedo Jodzina     |
| 28 juillet 2018 | Lokomotiv Homiel (D2)           | 3 - 2                | (D1) Dniepr Mahiliow     |
| 28 juillet 2018 | Belchina Babrouïsk (D2)         | 3 - 1                | (D1) Nioman Hrodna       |
| 28 juillet 2018 | FK Ouzda (D3)                   | 0 - 3                | (D1) FK Smaliavitchy     |
| 28 juillet 2018 | Slonim-2017 (D2)                | 1 - 2                | (D1) FK Haradzeïa        |
| 28 juillet 2018 | Naftan Novopolotsk (D2)         | 0 - 1                | (D1) FK Sloutsk          |
| 28 juillet 2018 | SMI Autotrans Smaliavitchy (D3) | 1 - 6                | (D1) FK Homiel           |
| 29 juillet 2018 | FK Smarhon (D2)                 | 0 - 4                | (D1) Torpedo Minsk       |
| 29 juillet 2018 | UAS Jytkavitchy (D2)            | 0 - 5                | (D1) Isloch Minsk Raion  |
| 29 juillet 2018 | Slavia Mazyr (D2)               | 3 - 2                | (D1) Luch Minsk          |
| 29 juillet 2018 | FK Kletsk (D3)                  | 2 - 2 ap (0 - 2 tab) | (D1) Dinamo Brest        |
| 29 juillet 2018 | FK Tchysts (D2)                 | 0 - 11               | (D1) Chakhtior Salihorsk |
| 29 juillet 2018 | Energetik-BGATU Minsk (D3)      | 0 - 7                | (D1) Dinamo Minsk        |

## Huitièmes de finale
| Date              | Locaux                   | Score                | Visiteurs               |
| ----------------- | ------------------------ | -------------------- | ----------------------- |
| 11 août 2018      | Lokomotiv Homiel (D2)    | 3 - 0                | (D1) FK Smaliavitchy    |
| 11 août 2018      | FK Vitebsk (D1)          | 0 - 0 ap (5 - 4 tab) | (D1) Torpedo Jodzina    |
| 12 août 2018      | Torpedo Minsk (D1)       | 0 - 2                | (D1) FK Sloutsk         |
| 12 août 2018      | FK Homiel (D1)           | 0 - 2                | (D1) Isloch Minsk Raion |
| 12 août 2018      | Dinamo Minsk (D1)        | 2 - 0                | (D1) FK Minsk           |
| 26 septembre 2018 | Chakhtior Salihorsk (D1) | 0 - 0 ap (4 - 2 tab) | (D1) Dinamo Brest       |
| 3 octobre 2018    | Slavia Mazyr (D2)        | 0 - 0 ap (3 - 4 tab) | (D2) Belchina Babrouïsk |
| 17 novembre 2018  | BATE Borisov (D1)        | 0 - 0 ap (4 - 2 tab) | (D1) FK Haradzeïa       |

## Quarts de finale
Les matchs aller sont joués les 9 et 10 mars 2019 tandis que les matchs retour sont joués entre le 14 et le 16 mars 2019.
| Équipe 1                 | Score | Équipe 2                | Aller | Retour |
| ------------------------ | ----- | ----------------------- | ----- | ------ |
| BATE Borisov (D1)        | 1 - 2 | (D1) Isloch Minsk Raion | 1 - 1 | 0 - 1  |
| FK Vitebsk (D1)          | 3 - 1 | (D2) Lokomotiv Homiel   | 1 - 0 | 2 - 1  |
| Chakhtior Salihorsk (D1) | 6 - 0 | (D2) Belchina Babrouïsk | 5 - 0 | 1 - 0  |
| Dinamo Minsk (D1)        | 2 - 1 | (D1) FK Sloutsk         | 2 - 0 | 0 - 1  |

## Demi-finales
Les matchs aller sont joués le 10 avril 2019 tandis que les matchs retour sont joués le 30 avril et le 1er mai 2019.
| Équipe 1                | Score | Équipe 2                 | Aller | Retour   |
| ----------------------- | ----- | ------------------------ | ----- | -------- |
| Isloch Minsk Raion (D1) | 4 - 6 | (D1) Chakhtior Salihorsk | 2 - 2 | 2 - 4 ap |
| FK Vitebsk (D1)         | 1 - 0 | (D1) Dinamo Minsk        | 1 - 0 | 0 - 0    |

## Finale
Le Chakhtior Salihorsk dispute sa huitième finale de coupe depuis 2004, tandis que le FK Vitebsk atteint ce stade pour la première fois depuis sa victoire en 1998. Le Chakhtior l'emporte finalement sur le score de 2-0 et remporte la coupe pour la troisième fois de son histoire.
| Titulaires :     |                     |     |
|                  |                     |     |
| 1                | Dmitri Gouchtchenko |     |
| 4                | Artiom Skitov       |     |
| 13               | Akaki Khubutia      |     |
| 17               | Danil Chalov        | 74e |
| 35               | Nikolaï Zolotov     |     |
| 5                | Wanderson Maranhão  |     |
| 10               | Mikhaïl Kozlov      |     |
| 11               | Anton Matveïenko    |     |
| 29               | Artem Starhorodsky  | 86e |
| 7                | Kirill Petchenine   |     |
| 18               | Maksym Fechtchouk   | 86e |
|                  |                     |     |
| Remplaçants :    |                     |     |
| 28               | Vladislav Ryjkov    | 74e |
| 20               | Sergueï Volkov      | 86e |
| 90               | Ilmir Nourissov     | 86e |
|                  |                     |     |
| Entraîneur :     |                     |     |
| Sergueï Iasinski |                     |     |

| Titulaires :      |                     |     |
|                   |                     |     |
| 1                 | Andreï Klimovitch   |     |
| 3                 | Sergueï Matveïtchik |     |
| 18                | Pavel Rybak         |     |
| 20                | Aleksandr Satchivko |     |
| 5                 | Nikola Antić        |     |
| 8                 | Aleksandr Seliava   |     |
| 99                | Max Ebong           |     |
| 23                | Iouri Kovaliov      |     |
| 14                | Valeri Gromyko      | 90e |
| 28                | Mykyta Tatarkov     | 67e |
| 29                | Darko Bodul         | 70e |
|                   |                     |     |
| Remplaçants :     |                     |     |
| 6                 | Igor Bourko         | 64e |
| 10                | Mikalay Yanush      | 70e |
| 44                | Vasylk Pryma        | 90e |
|                   |                     |     |
| Entraîneur :      |                     |     |
| Sergueï Tachouïev |                     |     |

| Titulaires :     |                     |     |
|                  |                     |     |
| 1                | Dmitri Gouchtchenko |     |
| 4                | Artiom Skitov       |     |
| 13               | Akaki Khubutia      |     |
| 17               | Danil Chalov        | 74e |
| 35               | Nikolaï Zolotov     |     |
| 5                | Wanderson Maranhão  |     |
| 10               | Mikhaïl Kozlov      |     |
| 11               | Anton Matveïenko    |     |
| 29               | Artem Starhorodsky  | 86e |
| 7                | Kirill Petchenine   |     |
| 18               | Maksym Fechtchouk   | 86e |
|                  |                     |     |
| Remplaçants :    |                     |     |
| 28               | Vladislav Ryjkov    | 74e |
| 20               | Sergueï Volkov      | 86e |
| 90               | Ilmir Nourissov     | 86e |
|                  |                     |     |
| Entraîneur :     |                     |     |
| Sergueï Iasinski |                     |     |

| Titulaires :      |                     |     |
|                   |                     |     |
| 1                 | Andreï Klimovitch   |     |
| 3                 | Sergueï Matveïtchik |     |
| 18                | Pavel Rybak         |     |
| 20                | Aleksandr Satchivko |     |
| 5                 | Nikola Antić        |     |
| 8                 | Aleksandr Seliava   |     |
| 99                | Max Ebong           |     |
| 23                | Iouri Kovaliov      |     |
| 14                | Valeri Gromyko      | 90e |
| 28                | Mykyta Tatarkov     | 67e |
| 29                | Darko Bodul         | 70e |
|                   |                     |     |
| Remplaçants :     |                     |     |
| 6                 | Igor Bourko         | 64e |
| 10                | Mikalay Yanush      | 70e |
| 44                | Vasylk Pryma        | 90e |
|                   |                     |     |
| Entraîneur :      |                     |     |
| Sergueï Tachouïev |                     |     |